# Α-白菖考烯
α-白菖考烯（英语：α-Calacorene，系统名：1,2-二氢-4,7-二甲基-1-异丙基萘）是一种有机化合物，化学式为C15H20，它是一种倍半萜，在鄂西清风藤中低极性部位、绿干柏的地上部分、Calycolpus goetheanus精油被检出。